# Salome (Arizona)
Salome é uma Região censo-designada localizada no estado americano de Arizona, no Condado de La Paz.

## Demografia
Segundo o censo americano de 2000, a sua população era de 1690 habitantes.

## Geografia
De acordo com o United States Census Bureau tem uma área de
71,0 km², dos quais 71,0 km² cobertos por terra e 0,0 km² cobertos por água. Salome localiza-se a aproximadamente 571 m acima do nível do mar.

## Localidades na vizinhança
O diagrama seguinte representa as localidades num raio de 80 km ao redor de Salome.